# Watotutu
Watotutu is een bestuurslaag in het regentschap Flores Timur van de provincie Oost-Nusa Tenggara, Indonesië. Watotutu telt 1179 inwoners (volkstelling 2010).